# Eriococcus helichrysi
Eriococcus helichrysi är en insektsart som beskrevs av Goux 1936. Eriococcus helichrysi ingår i släktet Eriococcus och familjen filtsköldlöss.
Artens utbredningsområde är Frankrike. Inga underarter finns listade i Catalogue of Life.